# Miss Supranacional 2025
Miss Supranacional 2025, la 16.ª edición del concurso Miss Supranacional, se llevó a cabo en el Anfiteatro Strzelecki Park de la ciudad de Nowy Sącz (Polonia) el 27 de junio.
Representantes provenientes de sesenta y seis países y territorios compitieron por el título en esta edición del concurso. Al final del evento, Miss Supranacional 2024, Harashta Haifa Zahra de Indonesia, coronó como su sucesora a Eduarda Braum de Brasil. Elegida por un jurado, la ganadora, se convirtió en la primera representante de su país en obtener el título de Miss Supranacional.

## Antecedentes
El 18 de enero de 2025, Gerhard Parzutka von Lipinski, presidente de la Organización Miss Supranacional, anunció que la 16.ª edición de Miss Supranacional tendría lugar el 27 de junio de 2025 en la región de Pequeña Polonia.

## Resultados
| Posición                | Candidata |
| ----------------------- | --- |
| Miss Supranacional 2025 | - Brasil - Eduarda Braum |
| Primera finalista       | - Alemania - Anna Valencia Lakrini |
| Segunda finalista       | - Curazao - Quishantely Leito |
| Tercera finalista       | - Filipinas - Tarah Valencia |
| Cuarta finalista        | - Puerto Rico - Valerie Klepadlo Ramirez |
| Top 12                  | - Bolivia - Vanessa Hayes - Costa Rica - Fabiola Vindas - Estados Unidos - Marvelous Sanyaolu - Islandia - Lilja Sif Pétursdóttir - Reino Unido - Brittany Feeney - República Checa - Michaela Macháčková - Ucrania - Kateryna Bilyk ∆ |
| Top 25                  | - Colombia - Daniela Roldán - Corea del Sur - Hyeon-jeong Yu - España - Luna Negrín - Guatemala - Cristina Gonzalo § - India - Ayushree Malik § - Indonesia - Firsta Yufi Amarta Putri - México - Angie Melchum § - Nepal - Dikshya Awasthi - Nicaragua - Maycrin Jaénz § - Polonia - Kasandra Zawal - República Dominicana - Karibel Pérez - Sudáfrica - Lebohang Raputsoe - Zambia - Namakau Nawa § |

- ∆ Votada por el público de todo el mundo vía internet para completar el cuadro de las doce semifinalistas.
- § Ganadoras de retos entran al cuadro de las veinticinco cuartofinalistas.

### Reinas continentales
| Continente     | Candidata                              |
| -------------- | -------------------------------------- |
| África         | - Zambia - Namakau Nawa                |
| América        | - Estados Unidos - Marvelous Sanyaolu  |
| Asia y Oceanía | - Indonesia - Firsta Yufi              |
| Caribe         | - República Dominicana - Karibel Pérez |
| Europa         | - Islandia - Lilja Sif Pétursdóttir    |

### Premios especiales
| Premio               | Candidata                           |
| -------------------- | ----------------------------------- |
| Mejor Traje Nacional | - Venezuela - Leix Collins          |
| Miss Fotogénica      | - Islandia - Lilja Sif Pétursdóttir |
| Miss Talento         | - Nicaragua - Maycrin Jaénz         |
| Miss Simpatía        | - Canadá - Aslihan Morali           |
| Miss Supramodel      | - Zambia - Namakau Nawa             |
| Supra Chat           | - India - Ayushree Malik            |
| Supra Influencer     | - Guatemala - Cristina Gonzalo      |
| Voto Supra Fan       | - Ucrania - Kateryna Bilyk          |
| From The Ground Up   | - México - Angie Melchum            |

## Retos

### Supra Chat
El evento Supra Chat comenzó en abril de 2025 y se retransmitió a través del canal oficial de YouTube de Miss Supranacional. Cada candidata tenía la oportunidad de presentarse ante un grupo de entre cinco y nueve personas. En la edición de este año, diez grupos compitieron por la supremacía, y las ganadoras de cada grupo pasaron a la ronda final del concurso.

#### Ronda 1
El episodio 1 de Supra Chat 2025 se estrenó en el canal oficial de YouTube de Miss Supranacional el 10 de mayo de 2025, las ganadoras de cada grupo avanzarán a la ronda semifinal.
- Avanza a la ronda 2 del desafío Supra Chat.
- Avanza a la ronda 2 del desafío Supra Chat mediante comodín.

| Grupo | País 1       | País 2                          | País 3               | País 4                               | País 5            | País 6        | País 7      |
| ----- | ------------ | ------------------------------- | -------------------- | ------------------------------------ | ----------------- | ------------- | ----------- |
| 1     | Australia    | Bélgica                         | República Checa      | Islandia                             | Países Bajos      | Polonia       | Rumania     |
| 2     | Bolivia      | Canadá                          | República Dominicana | Guatemala                            | México            | Perú          | Puerto Rico |
| 3     | Camboya      | India                           | Nigeria              | Pakistán                             | Filipinas         | Turquía       | Vietnam     |
| 4     | Islas Caimán | República Democrática del Congo | Curazao              | Ghana                                | Namibia           | Nueva Zelanda | Noruega     |
| 5     | Angola       | Brasil                          | Costa Rica           | Ecuador                              | Myanmar           | Paraguay      | Venezuela   |
| 6     | Alemania     | Haití                           | Jamaica              | Suecia                               | Reino Unido       | Zimbabue      |             |
| 7     | Argentina    | Colombia                        | Cuba                 | El Salvador                          | Guinea Ecuatorial | Nicaragua     | España      |
| 8     | Albania      | Dinamarca                       | Estonia              | Letonia                              | Malta             | Sierra Leona  | Zambia      |
| 9     | Indonesia    | Japón                           | Macao                | Malasia                              | Nepal             |               |             |
| 10    | Sudáfrica    | Ucrania                         | Trinidad y Tobago    | Islas Vírgenes de los Estados Unidos |                   |               |             |

Notas
- Pakistán se retiró por motivos de salud.
- Paraguay se retiró por motivos personales.
- Sierra Leona se retiró por motivos personales.
- Suecia se retiró por motivos personales.

#### Ronda 2 (Semifinal)
En esta segunda ronda las participantes se enfrentarán en dos semifinales, de las cuales dos candidatas avanzarán a la ronda final.
- Avanza a la ronda final del desafío Supra Chat.

| Grupo | País 1    | País 2      | País 3 | País 4  | País 5  | País 6       | País 7  |
| ----- | --------- | ----------- | ------ | ------- | ------- | ------------ | ------- |
| 1     | Australia | Puerto Rico | India  | Curazao | Brasil  | Islas Caimán | Nigeria |
| 2     | Jamaica   | El Salvador | Zambia | Malasia | Ucrania | Zimbabue     | Suecia  |

#### Ronda final
- Ganadora / Avanza al Top 24 final.

| Posición | Candidata |
| -------- | --- |
| Ganadora | - India - Ayushree Malik |
| Top 6    | - Curazao - Quishantely Leito - El Salvador - Verónica Gaytán - Islas Caimán - Tracey Campbell - Zambia - Namakau Nawa - Zimbabue - Pauline Marere |

### Supra Influencer
Para Supra Influencer, cuatro mujeres fueron seleccionadas como ganadoras a través del concurso de Facebook, y el resto fueron seleccionadas como ganadoras a través de Instagram, YouTube, TikTok y el concurso X hasta el momento. Automáticamente formarán parte del Top 21 finalistas. Si uno de ellos tiene éxito en el desafío, automáticamente avanzará para convertirse en semifinalista de la final.
- Avanza al Top 24 al ser ganadora de Supra Influencer.

| Posición | Candidata |
| -------- | --- |
| Ganadora | - Guatemala - Cristina Gonzalo |
| Top 21   | - Brasil - Eduarda Braum - Canadá - Aslihan Morali - Filipinas - Tarah Valencia - India - Ayushree Malik - Indonesia - Firsta Yufi - Malasia - Eshwinder Kaur - Portugal - Daryna Levytska - Puerto Rico - Valerie Klepadlo - República Dominicana - Karibel Pérez - Tailandia - Michelle Behrmann - Turquía - Candan Şeviktürk - Zambia - Namakau Nawa - Zimbabue - Pauline Marere |

### Talento
El 21 de junio, nueve talentos se presentaron en el canal oficial de YouTube de Miss Supranacional, seguido de un proceso de votación. El evento final Supra Talento se retransmitirá en directo en el canal oficial de YouTube de Miss Supranacional el 23 de junio de 2025.
| Posición | Candidata |
| -------- | --- |
| Ganadora | - Nicaragua - Maycrin Jaénz |
| Top 9    | - Albania - Xhesika Pengili - Alemania - Anna Valencia - Bélgica - Sophia Sanfilippo - Costa Rica - Fabiola Vindas - Haití - Sklouchere Pierre - Indonesia - Firsta Yufi - Reino Unido - Brittany Feeney - Zambia - Namakau Nawa |

### Miss Supramodel
Miss Supramodel se transmitió en vivo a través del YouTube oficial de Miss Supranacional a las 16:00 horas del 23 de junio de 2025. Se anunció que una de las cinco ganadoras continentales pasaría a la final como semifinalista tras ser nombrada ganadora absoluto durante la última noche.
- Avanza al Top 24 al ser ganadora de Miss Supramodel.

| Posición                | Candidata | Candidata |
| ----------------------- | --- | --- |
| Ganadora                | - Zambia - Namakau Nawa | - Zambia - Namakau Nawa |
| Ganadoras continentales | África | - Zambia - Namakau Nawa |
| Ganadoras continentales | América | - Estados Unidos - Marvelous Sanyaolu |
| Ganadoras continentales | Asia y Oceanía | - Malasia - Eshwin Kaur |
| Ganadoras continentales | Caribe | - Trinidad y Tobago - Shenelle Ramkhelawan |
| Ganadoras continentales | Europa | - Alemania - Anna Valencia |
| Top 10                  | - Brasil - Eduarda Braum - Curazao - Quishantely Leito - Filipinas - Tarah Valencia - República Checa - Michaela Macháčková - Sudáfrica - Lebohang Raputsoe | - Brasil - Eduarda Braum - Curazao - Quishantely Leito - Filipinas - Tarah Valencia - República Checa - Michaela Macháčková - Sudáfrica - Lebohang Raputsoe |

### Voto Supra Fan
La ganadora de la votación de los fans de Supra pasó automáticamente al Top 12 de Miss Supranacional 2025. La lista final de la clasificación se anunció el 25 de junio dos días antes de la final.
- Avanza al Top 12 al ser ganadora de Voto Supra Fan.

| Posición | Candidata |
| -------- | --- |
| Ganadora | - Ucrania - Kateryna Bilyk |
| Top 10   | - Corea del Sur - Hyeon-jeong Yu - Filipinas - Tarah Valencia - Guatemala - Cristina Gonzalo - Indonesia - Firsta Yufi - Namibia - Savannah Pereira - Tailandia - Michelle Behrmann - Turquía - Candan Şeviktürk - Vietnam - Võ Cao Kỳ Duyên - Zambia - Namakau Nawa |

## Candidatas
66 candidatas competirán por el título:
| País/Territorio                      | Candidata              | Edad | Residencia              |
| ------------------------------------ | ---------------------- | ---- | ----------------------- |
| Albania                              | Xhesika Pengili        | 21   | Tirana                  |
| Alemania                             | Anna Lakrini           | 27   | Stuttgart               |
| Angola                               | Kendra Cordeiro        | 22   | Lobito                  |
| Argentina                            | Camila Barraza         | 31   | Buenos Aires            |
| Australia                            | Krysta Heath           | 28   | Maitland                |
| Bélgica                              | Sophia Sanfilippo      | 23   | Bruselas                |
| Bolivia                              | Vanessa Hayes          | 26   | Santa Cruz de la Sierra |
| Brasil                               | Eduarda Braum          | 24   | Afonso Cláudio          |
| Camboya                              | Chhum Chandara         | 25   | Nom Pen                 |
| Canadá                               | Aslihan Morali         | 27   | Ancaster                |
| Colombia                             | Daniela Roldán         | 21   | Cali                    |
| Corea del Sur                        | Hyeon-jeong Yu         | 20   | Daegu                   |
| Costa Rica                           | Fabiola Vindas         | 25   | Guápiles                |
| Cuba                                 | Freddra Reyes          | 28   | La Habana               |
| Curazao                              | Quishantely Leito      | 22   | Willemstad              |
| Dinamarca                            | Sofie Ørn Andersen     | 24   | Hillerød                |
| Ecuador                              | Ana Isabel Cobo        | 25   | Ambato                  |
| El Salvador                          | Verónica Gaytán        | 23   | La Libertad             |
| España                               | Luna Negrín            | 21   | Arona                   |
| Estados Unidos                       | Marvelous Sanyaolu     | 22   | Baton Rouge             |
| Estonia                              | Samantha Kasela        | 24   | Tartu                   |
| Filipinas                            | Tarah Valencia         | 23   | Baguió                  |
| Finlandia                            | Venla Laios            | 19   | Järvenpää               |
| Guatemala                            | Cristina Tokyo Gonzalo | 21   | Antigua Guatemala       |
| Haití                                | Sklouchere Pierre      | 25   | Lauderhill              |
| Hong Kong                            | Wanding Luo            | 24   | Hong Kong               |
| India                                | Ayushree Malik         | 20   | Delhi                   |
| Indonesia                            | Firsta Yufi            | 23   | Banyuwangi              |
| Islandia                             | Lilja Sif Pétursdóttir | 21   | Reikiavik               |
| Islas Caimán                         | Tracey Campbell        | 20   | Bodden Town             |
| Islas Vírgenes de los Estados Unidos | Aminisha Bailey        | 25   | Charlotte Amalie        |
| Jamaica                              | Sara-Dee Palmer        | 29   | Kingston                |
| Japón                                | Nao Kawada             | 25   | Higashi                 |
| Kirguistán                           | Ekaterina Zabolotnova  | 29   | Biskek                  |
| Letonia                              | Meldra Rosenberg       | 27   | Riga                    |
| Macao                                | Feng-Wei Zou           | 30   | Ruijin                  |
| Malasia                              | Eshwinder Kaur         | 24   | Ipoh                    |
| Malta                                | Hayley Ghiller         | 24   | Senglea                 |
| México                               | Angie Melchum          | 24   | Pachuca de Soto         |
| Myanmar                              | Myat Cherry Moe        | 24   | Mandalay                |
| Namibia                              | Savannah Pereira       | 24   | Windhoek                |
| Nepal                                | Dikshya Awasthi        | 23   | Kailali                 |
| Nicaragua                            | Maycrin Jáenz          | 26   | Granada                 |
| Nigeria                              | Paula Ezendu           | 27   | Njikoka                 |
| Noruega                              | Julie Marie Tollefsen  | 29   | Oslo                    |
| Nueva Zelanda                        | Rovelyn Milford        | 27   | Palmerston North        |
| Países Bajos                         | Josephine Onderdonck   | 23   | Breda                   |
| Perú                                 | Mayra Messa            | 29   | Lima                    |
| Polonia                              | Kasandra Zawal         | 29   | Bierzglinek             |
| Portugal                             | Daryna Levytska        | 22   | São João da Madeira     |
| Puerto Rico                          | Valerie Klepadlo       | 25   | Rincón                  |
| Reino Unido                          | Brittany Feeney        | 26   | Maghull                 |
| República Checa                      | Michaela Macháčková    | 23   | Rtyně v Podkrkonoší     |
| República Democrática del Congo      | Caroline Kondé         | 28   | Kinsasa                 |
| República Dominicana                 | Karibel Pérez          | 32   | Santiago                |
| Rumania                              | Ana Mozăceanu          | 23   | Bucarest                |
| Sudáfrica                            | Lebohang Raputsoe      | 25   | Sharpeville             |
| Tailandia                            | Michelle Behrmann      | 30   | Phatthalung             |
| Togo                                 | Marie Kolani           | 24   | Lomé                    |
| Trinidad y Tobago                    | Shenelle Ramkhelawan   | 29   | La Romaine              |
| Turquía                              | Candan Şeviktürk       | 22   | Kayseri                 |
| Ucrania                              | Kateryna Bilyk         | 28   | Bohuslav                |
| Venezuela                            | Leix Collins           | 26   | Caracas                 |
| Vietnam                              | Võ Cao Kỳ Duyên        | 20   | Hải Phòng               |
| Zambia                               | Namakau Nawa           | 20   | Mongu                   |
| Zimbabue                             | Pauline Marere         | 29   | Masvingo                |

### Candidatas retiradas
- Croacia - Laura Aleksa
- Ghana - Valentina Nartey
- Grecia - Maria Gerolymatou
- Guinea Ecuatorial - Silvia Rosela Eyama Alene
- Pakistán - Aina Qureishi
- Paraguay - Dahiana Zelinsky
- Ruanda - Uwase Kimana Emelique
- Sierra Leona - Aminance Fofanah
- Suecia - Gabriella Josefin Louise «Bella» Magnusson (Davis)

### Candidatas reemplazadas
- Albania - Argita Xhangoli fue reemplazada por Xhesika Pengili.
- Cuba - Vaitiare Navarro Valdivia fue reemplazada por Freddra Martha Reyes Rodríguez.
- Islandia - Emilía Þóra Ólafsdóttir fue reemplazada por Lilja Sif Pétursdóttir.
- Turquía - Cemre Üker fue reemplazada por Candan Şeviktürk.

## Sobre los países en Miss Supranacional 2025

### Naciones debutantes
- República Democrática del Congo

### Naciones que regresan a la competencia
Compitieron por última vez en 2015:
- Estonia
- Letonia

Compitió por última vez en 2017:
- Angola

Compitió por última vez en 2019:
- Macao

Compitió por última vez en 2021:
- Noruega

Compitió por última vez en 2022:
- Kirguistán

Compitieron por última vez en 2023:
- Camboya
- Corea del Sur
- Grecia
- Jamaica
- Namibia
- Togo
- Turquía
- Zambia
- Zimbabue

### Naciones que se retiran de la competencia
- Aruba
- Bangladés
- Botsuana
- Chile
- Costa de Marfil
- Croacia
- Eslovaquia
- Ghana
- Gibraltar
- Honduras
- Italia
- Laos
- Pakistán
- Panamá
- Paraguay
- Sierra Leona
- Uruguay